# پیرسله
پیرسله (به لهستانی:  Piersele) یک روستا در لهستان است که در گمینا بارتوشتسه واقع شده‌است.